# Pavel Petrovič Ščerbatov
Principe Pavel Petrovič Ščerbatov (in russo Павел Петрович Щербатов?; 3 febbraio 1762 – San Pietroburgo, 21 maggio 1831) è stato un politico russo.

## Biografia
Era il figlio di Pëtr Michajlovič Ščerbatov (1724-1767), figlio di Michail Michajlovič Ščerbatov, e di sua moglie, Natal'ja Pavlovna Balk-Field (1726-1791), figlia di Pavel Fëdorovič Balk-Field. Le sue zie materne, Martona Pavlovna aveva sposato Sergej Vasil'evič Saltykov, un favorito di Caterina II, e Marija Pavlovna aveva sposato Semën Kirillovič Naryškin.

## Carriera
Dopo aver perso il padre, nel 1767, entrò nel 1º corpo dei cadetti, dove nel 1782 venne promosso al grado di tenente del reggimento di fanteria. Nel 1783 venne trasferito, come sottotenente nel reggimento Preobraženskij ed è stato nominato aiutante di campo di Valentin Platonovič Musin-Puškin.
Nel 1784 ricoprì la carica di gentiluomo di camera da letto, e nel 1795 venne nominato ciambellano. Nel 1798 divenne membro del Consiglio Privato e del senato.
Nel 1802 si ritirò temporaneamente dal servizio a causa dei suoi problemi di salute, ritirandosi definitivamente nel 1822.

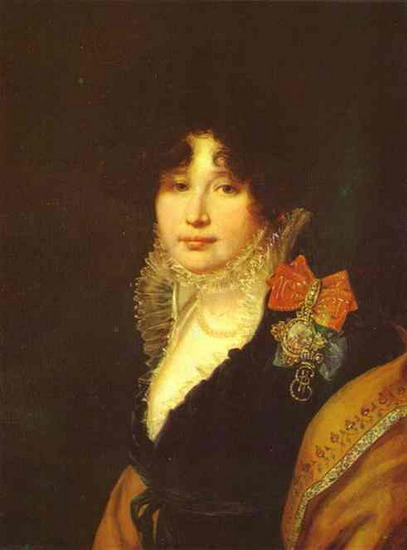
Ritratto di Anastasija Valentinovna Musin-Puškina, di Orest Adamovič Kiprienskij, 1808.

## Matrimonio
Sposò, il 10 febbraio 1794, la contessa Anastasija Valentinovna Musin-Puškina (7 gennaio 1774-6 marzo 1841), figlia di Valentin Platonovič Musin-Puškin. Ebbero tre figlie:
- Praskov'ja Pavlovna (1795-1820), sposò il principe Boris Nikolaevič Jusupov;
- Marija Pavlovna (1797);
- Natal'ja Pavlovna (1801-1868), sposò al conte Aleksandr Nikolaevič Zubov, nipote di Aleksandr Vasil'evič Suvorov e di Platon Aleksandrovič Zubov.

## Morte
Morì il 21 maggio 1831 a San Pietroburgo. Fu sepolto nel Monastero di Aleksandr Nevskij.